# Burgerweeshuis (Amsterdam)
Het Burgerweeshuis in Amsterdam is zowel een instelling geweest als de naam van meerdere panden. De instelling was gehuisvest op drie locaties:
- tussen de Kalverstraat en het Rokin (1520-1580)[1]
- aan de Kalverstraat (1580-1960), zie Burgerweeshuis (Amsterdam, Kalverstraat)
- aan het IJsbaanpad (1960-1991), zie Burgerweeshuis (Amsterdam, IJsbaanpad).

## Verschillende typen weeshuizen in Amsterdam
Al vanuit een zeer oude bepaling stamt het principe dat de burgemeesters de "overste voogden" waren van wezen en weduwen. Dit hield in dat zij hiervoor dus ook de zorg moesten dragen. In ieder geval tot aan 1795 bevatte de eed die burgemeesters moesten afleggen dan ook de tekst: "Dat sweert ghy, dat ghy goede Poortmeesters ende beraders van de stede wesen sult; der goede eer, ende renten bewaren sult, als uwes selves goede; der stede der Poorteren, Weduwen ende Weesen beschutten ende beschermen sult, metter stede handvesten ende rechten; nae uwen beste vermoghen; ende dit niet te laten om eenigherhande saken." Naarmate de stad groeide, konden de burgemeesters niet al hun taken zelf meer uitvoeren en werden steeds meer taken uitbesteed aan regeringscolleges. Een van de oudste van dergelijke colleges is de weeskamer. De weeskamer werd vanuit de stadsregering bestuurd en overzag de zorg van de wezen. De kosten hiervan werden onder andere vergoed vanuit de erfgelden van de wezen, waarover de gemeente (als overste voogd) de zeggenschap had. De weeskamer hield echter alleen toezicht op kinderen die iets (hoewel soms weinig) bezaten. Kinderen zonder enig bezit werden vaak uitbesteed aan huiszittenmeesters en door hen aan het werk gezet. Aan het begin van de 16e eeuw ontstonden hiervoor echter steeds vaker burgerweeshuizen, maar ook die hadden een beperkte taak. Zo nam de Amsterdamse weeskamer alleen kinderen van stadsburgers (poorters) op. Voor de kinderen wier overleden ouders het zowel aan bezit als burgerrechten ontbrak, bestonden er vanuit verschillende geloofsgemeenschappen ook weeshuizen.
Het Amsterdamse regeringscollege "De weeskamer" heeft bestaan vanaf halverwege de 15e eeuw of zeker van 1466 t/m 1811.

## 1520-1580

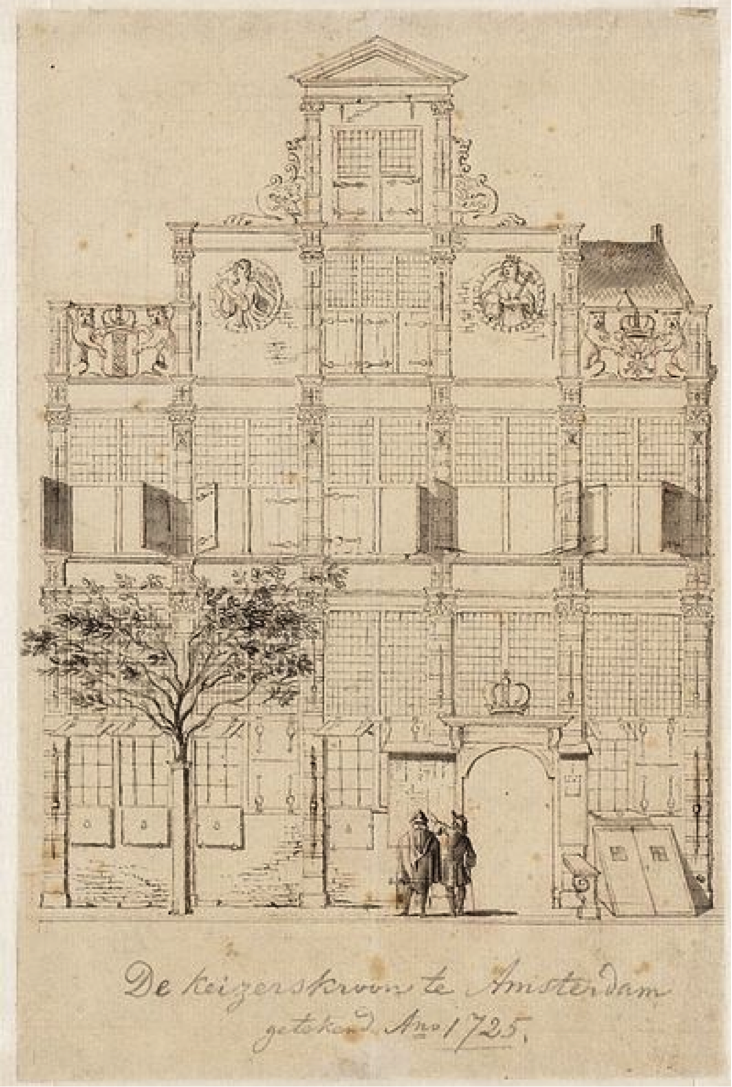
Deze tekening van herberg "De Keizerskroon" uit 1725 werd vervaardigd voorafgaand aan de afbraak van de gevel

### Locatie en bestemming
In het bouwblok aan de oostzijde van de Kalverstraat, direct ten noorden van de Heilige Stede, werd het eerste Amsterdamse Burgerweeshuis gesticht. Het jaar waarin dit geschiedde is onbekend; het eerste reglement dateert uit 1523. De stedelijke regering heeft destijds een reglement gemaakt waarin gezegd wordt dat: "in korte jaren een huis en woning geordineert is, waarin schamele arme weeskinderen onderhouden worden, bij handreikinge van goede menschen: 't welck een godlijk ende goedertieren werck is dat men wel behoort te vorderen, ten eynde dat dit goede werck te bet synen voort-ganck sal mogen mogen hebben, als mynen Eersamen Heeren van den Gerechte gaerne sien souden." Het weeshuis was bestemd voor wezen van Amsterdamse burgers van wie beide ouders overleden waren, die niet boven de 10 jaar oud waren (vanaf 1564 negen jaar en vanaf 1584 twaalf jaar) en uit een wettelijk huwelijk geboren waren.

### Financiën

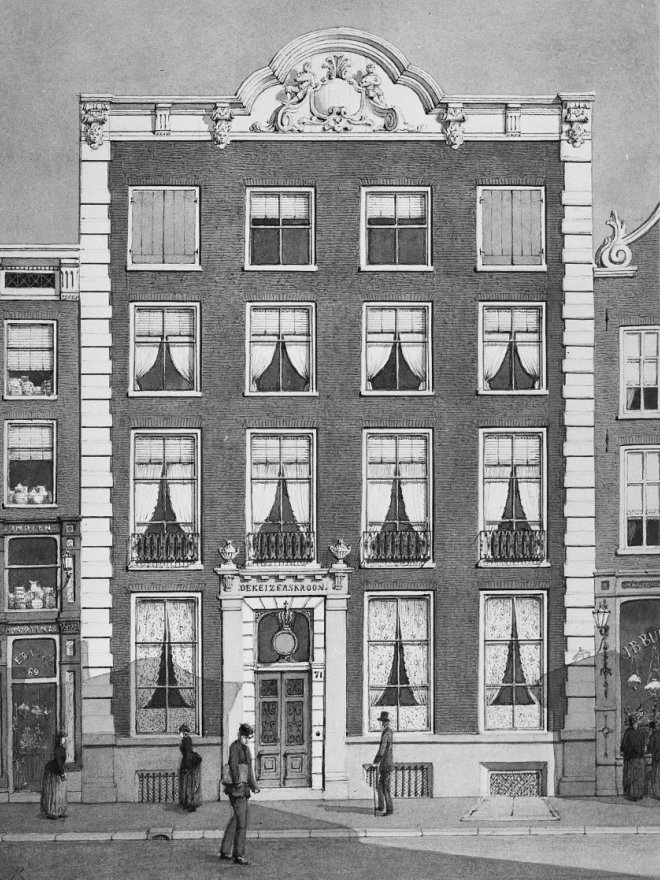
Kalverstraat 71, "De Keizerskroon" (het oude Burgerweeshuis), reproductie van een tekening van J.M.A. Rieke uit 1886

In 1553 werd er wekelijks "met de schel" gecollecteerd voor het weeshuis; dit deed een bellenman, gekleed in een half rode, half zwarte mantel (de kleuren van de weeskleding). Een andere inkomstenbron was de schouwburg, die in bezit was van de regenten van het weeshuis. Van de opbrengsten kwam twee derde ten goede aan het weeshuis en een derde aan de oudemannen- en oudevrouwenhuizen. Van de oprichtster van het oudemannenhuis, Haesje Claesdochter (de vrouw van Claes Jacobszoon), wordt ook wel gedacht dat zij de oprichtster is van het Burgerweeshuis; er zijn echter geen officiële bronnen die dit bevestigen.

### Uitbreiding (omstreeks 1560)
Ondanks de financiële regelingen moest het bestuur van het Burgerweeshuis in 1550 een beroep op steun doen bij de landelijke en stedelijke overheden. Het aantal wezen voor wie men zorg droeg, nam razendsnel toe. In 1558 woonden er al meer dan 200 kinderen in het Burgerweeshuis en werd uitbreiding noodzakelijk. Deze uitbreiding zou omstreeks 1560 samenvallen met de aanleg van een kade langs het Rokin die voor een deel door het weeshuis moest worden betaald en die tevens van invloed was op de gebouwen aan die kant. In dat jaar hield het weeshuis daarom een loterij.
Velen namen deel aan de loterij, waarbij men vooral hoopte op 'het grote lott', oftewel een geldprijs. De deelnemers zijn bekend doordat het inschrijvingsregister bewaard is gebleven. In dit loterijboek staat ook het aantal verkochte loten vermeld. De loterij was een groot succes en vermoed wordt dat vanuit de opbrengsten niet alleen de werkzaamheden aan het Rokin bekostigd konden worden, maar dat er ook aan de Kalverstraat een nieuw gebouw kon worden gezet. Later werd dit gebouw de vermaarde herberg "De Keizerskroon", die daar ten minste vier eeuwen gevestigd zou zijn en waarin Rembrandt van Rijn na zijn faillissement al zijn bezittingen geveild zou zien worden. Ook wordt gedacht dat de opbrengst van de loterij is gebruikt om een nieuwe gevel aan de Kalverstraat te bouwen. Toch is het minder waarschijnlijk dat men zowel aan de zijde van het Rokin als aan de Kalverstraat tegelijk nieuw gebouwd zou hebben. Het lijkt aannemelijker dat de nieuwe voorgevel uit 1568 dateert, in welk jaar de volgende uitgave verantwoord werd: 'noch van die tymeragie vant kinderenhuys soe voir ende nae ghecost soe van hout calck stein ende yserwerck ende arbeytsloon in anno lxviii die somme van 744 gl-12st' (abw 138). Met deze gevel was het weeshuis een instelling van enig aanzien geworden, waaraan men niet voorbij kon gaan zonder het op te merken. De naam van de bouwmeester is onbekend. Waarschijnlijk was dat Joost Jansz Bilhamer, die iets verderop in de Kalverstraat woonde en die later nog verscheidene werkzaamheden voor het weeshuis zou verrichten.

### Weeshuisziekte
Het weeshuis werd in de eerste dagen van het jaar 1566 getroffen door wat later omschreven zou worden als de 'weeshuisziekte'. De getroffen kinderen werden, ter verpleging en bewaring, overgebracht van het Burgerweeshuis naar het Sint-Paulusbroederklooster. Ze wisten echter vaak te ontsnappen en zwierven dan in groepjes door de stad, waar ze veel oproer veroorzaakten. In een keurboek van de burgemeesters wordt de ziekte dan ook aangeduid als een "sonderlinge passie", die volgens de overlevering tot gevolg had dat veel kinderen (zowel jongens als meisjes) zich ongewoon gedroegen. Het zou volgens verschillende bronnen om ongeveer 70 kinderen gaan. Deze gegevens stammen waarschijnlijk af van overgeleverde gedenkschriften van korenkoper Laurens Jacobszoon Reael. Deze relatief grote groep kinderen zou vreemde symptomen hebben vertoond: zij wierpen zich bijvoorbeeld soms plotseling op de vloer, klommen als katten tegen muren en daken, trokken rare grimassen en stootten vreemde klanken uit. Aangezien de ziekte de kinderen trof in een rumoerig jaar waarin onder meer ook de beeldenstorm door Amsterdam raasde, speelde de ziekte ook een rol in de politieke tegenstellingen, religieuze controverses, sociale onvrede en familiaire intriges van de regerende oligarchie van die tijd. De volksverklaringen ten aanzien van de ziekte waren verder nog onderhevig aan een magisch geloof in tovenarij en hekserij. Achteraf is de ware aard en/of diagnose van de ziekte moeilijk vast te stellen. Wel bracht Arie Querido in zijn studie naar de weeshuisziekte aan het licht dat er een verband zou kunnen zijn met het voedsel dat voornamelijk uit minderwaardig roggemeel zou hebben bestaan. Later heeft men uit het kasboek van het Burgerweeshuis kunnen opmaken dat het eten van de wezen gedurende de eerste maanden van het jaar vrijwel geheel uit hennepkoeken heeft bestaan, waardoor het voedsel inderdaad als een mogelijke oorzaak van de symptomen valt aan te wijzen. Dit alles neemt echter niet weg dat uit het latere bronmateriaal ook is gebleken dat de invloed van het magisch denken uit die tijd groter is geweest dan voorheen werd aangenomen. Zowel gereformeerden als katholieken, die in een onderlinge strijd verwikkeld waren, gebruikten de ziekte om leden van de andere geloofsstroming te beschuldigen van hekserij. Deze beschuldigingen leidden tot veel beroering onder het volk, waardoor de ernst van de ziekte en de bijbehorende symptomen in de historische bronnen mogelijk vertekend en/of erger zijn voorgesteld.

### Overname kloosters 1580, einde oud Burgerweeshuis
In 1578 vond in Amsterdam de Alteratie plaats. Op 26 mei 1578 werd de toenmalige katholieke stadsregering afgezet. Door de nieuwe stadsregering werden alle bezittingen van de Nieuwezijds Kapel aan het weeshuis geschonken en in 1579 sloten de regenten een overeenkomst met de nonnen van het Sint-Lucienklooster en met de monniken van het Kartuizerklooster. Daarbij stonden zij al hun bezittingen aan het weeshuis af, met de afspraak dat het weeshuis de overgebleven kloosterlingen de rest van hun leven zou onderhouden. Het weeshuis werd hierna, in 1580, naar de overzijde van de Kalverstraat verplaatst, waar zij hun intrek namen in de gebouwen van het Sint-Lucienklooster.